# Núcleo hipogloso
El núcleo hipogloso es un núcleo nervioso craneal que se encuentra en el bulbo raquídeo. Al ser un núcleo motor, se encuentra cerca de la línea media. En la médula abierta, es visible como lo que se conoce como el trígono hipogloso, un área elevada (medial al trígono vagal) que sobresale ligeramente en el cuarto ventrículo.
El núcleo hipogloso está situado entre el núcleo motor dorsal del vago y la línea media del  bulbo raquídeo. Los axones del núcleo hipogloso pasan anteriormente a través de la médula formando el nervio hipogloso que sale entre la pirámide y la oliva en un surco llamado surco anterolateral. 

## Imágenes adicionales

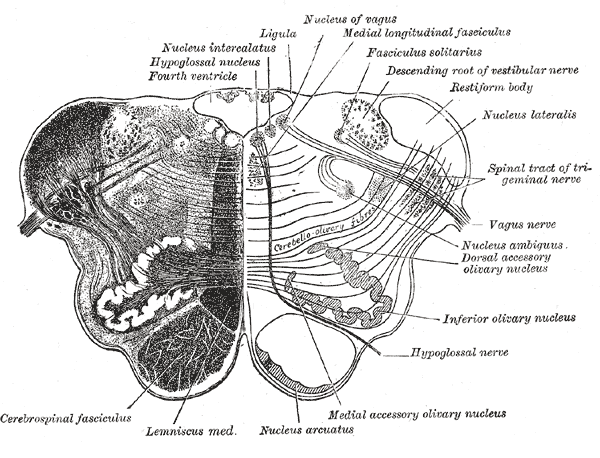
Sección transversal de la médula oblonga por debajo de la oliva media.
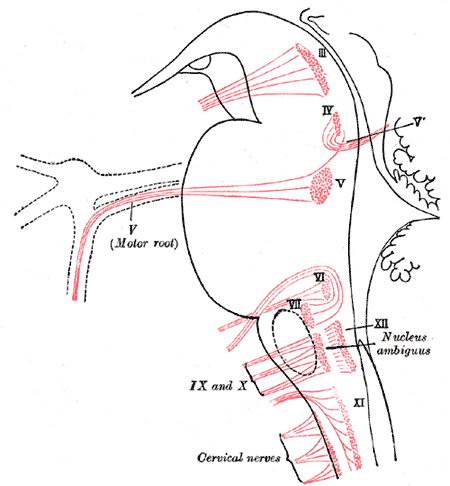
Núcleos de origen de los nervios motores craneales representados esquemáticamente; vista lateral.
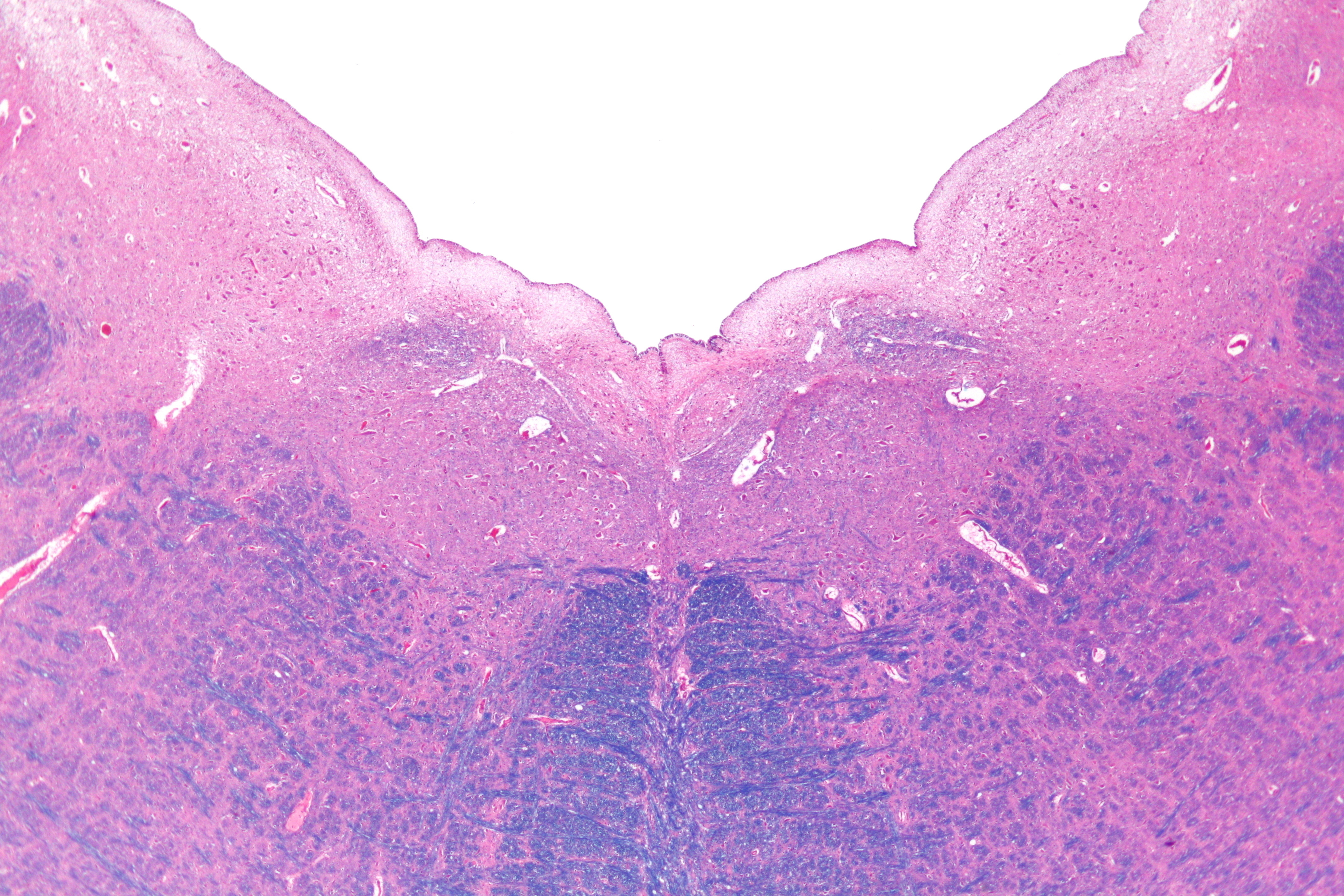
Micrografía que muestra los núcleos hipoglosos en relación con las estructuras que los rodean.
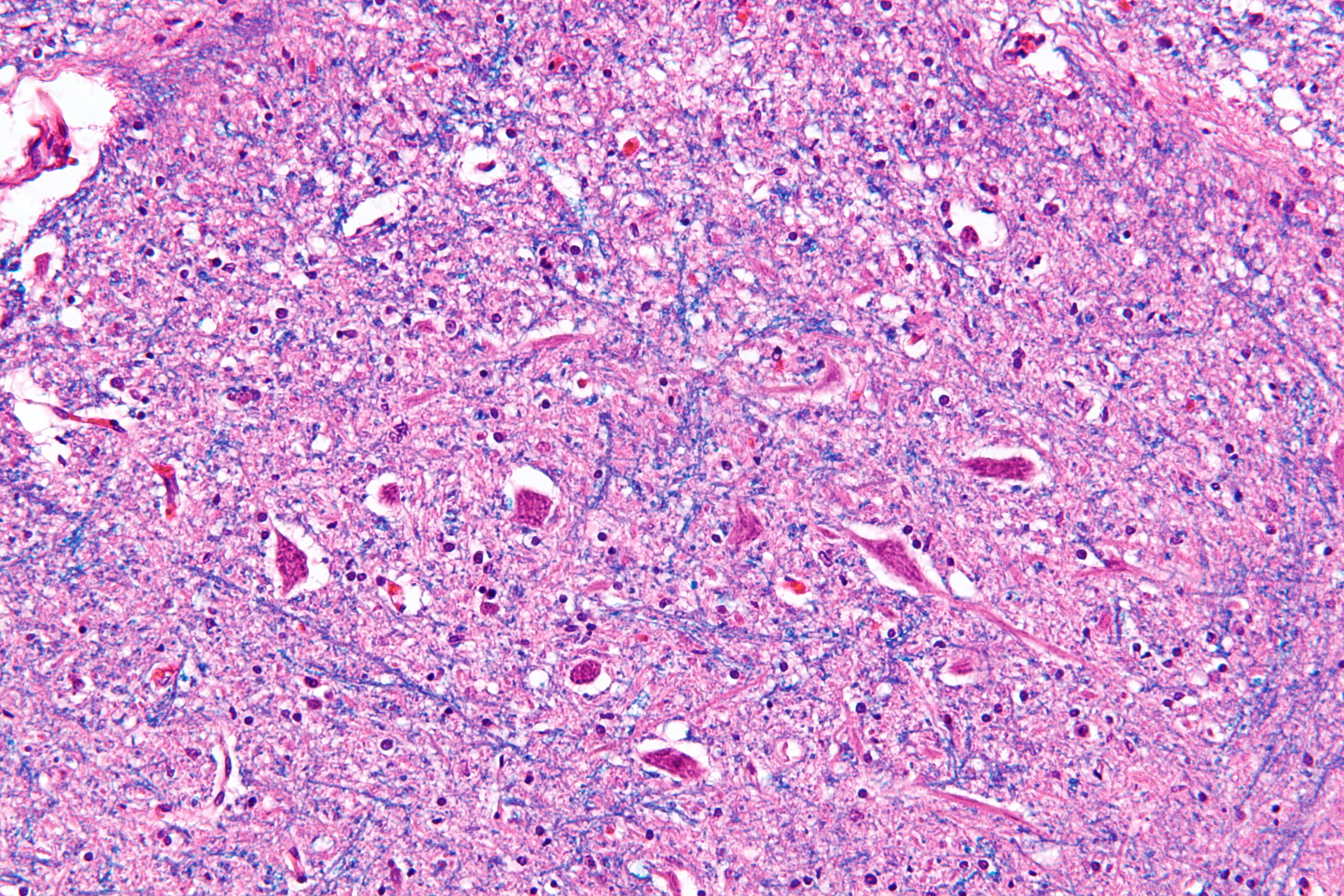
Micrografía que muestra el núcleo hipogloso. Tinción H&E-LFB.